# Plaistow (métro de Londres)
Pour les articles homonymes, voir Plaistow.
Plaistow est une station des lignes : Hammersmith & City line et District line, du métro de Londres, en zone 3. Elle est située sur la Plaistow Road, à Plaistow sur le territoire du Borough londonien de Newham.

## Services aux voyageurs

### Desserte
Plaistow est située dans la zone tarifaire 3 de la Travelcard.